# Jackson, North Carolina
Jackson är administrativ huvudort i Northampton County i North Carolina. Orten har fått sitt namn efter Andrew Jackson. Enligt 2010 års folkräkning hade Jackson 513 invånare.